# ماساتو إيشيوا
ماساتو إيشيوا (باليابانية: 石輪 聖人) (25 مايو 1996 في توتوري في اليابان – )؛ هو لاعب كرة قدم ياباني سابق كان يلعب كلاعب وسط.

## وصلات خارجية
- ماساتو إيشيوا على موقع رابطة كرة القدم اليابانية للمحترفين (اليابانية)